# Žebrák (okres Beroun)
Žebrák (německy Bettlern) je město v okrese Beroun, 16 km jihozápadně od Berouna. Žije zde přibližně 2 200 obyvatel.

## Historie
První písemná zmínka o Žebráku pochází z roku 1280. Dne 7. ledna 1396 Václav IV. udělil Žebráku titul královské komorní město. Panovník si vesnici údajně oblíbil, po jeho smrti se ovšem situace Žebráku zhoršila.
14. května 1425 začalo třítýdenní obléhání Žebráku husity, které skončilo jejich neúspěchem, nicméně město alespoň vypálili. 8. června 1532 byl Žebrák zachvácen dalším velkým požárem. Existují dohady, že šlo o pokus o atentát, neboť v té době zde nocoval král Ferdinand I. s družinou, tomu se však podařilo uniknout.
V druhé polovině 16. století se Žebrák dožil velikého rozkvětu. V počátcích třicetileté války v 1. polovině 17. století došlo ke zhoršení situace, když v roce 1608 město zachvátil další velký požár, o 3 roky později bylo vypleněno vojskem, roku 1624 Žebráku Ferdinand II. odebral veškerá práva a roku 1639 město zcela vypálili Švédové. Zbylo jen 6 pustých chalup. Zbylé místní obyvatelstvo si vybudovalo alespoň slaměné chýše na spáleništi a místo zvířat se samo zapřahalo do pluhů.
Na začátku 19. století bylo významné divadlo. Do Žebráka přijížděl Karel Jaromír Erben a Václav Kliment Klicpera s bratrem Františkem.

### Územněsprávní začlenění
Dějiny územněsprávního začleňování zahrnují období od roku 1850 do současnosti. V chronologickém přehledu je uvedena územně administrativní příslušnost obce v roce, kdy ke změně došlo:
- 1850 země česká, kraj Praha, politický i soudní okres Hořovice[4]
- 1855 země česká, kraj Praha, soudní okres Hořovice
- 1868 země česká, politický i soudní okres Hořovice
- 1939 země česká, Oberlandrat Plzeň, politický i soudní okres Hořovice[5]
- 1942 země česká, Oberlandrat Praha, politický okres Beroun, soudní okres Hořovice[6]
- 1945 země česká, správní i soudní okres Hořovice[7]
- 1949 Pražský kraj, okres Hořovice[8]
- 1960 Středočeský kraj, okres Beroun
- 2003 Středočeský kraj, okres Beroun, obec s rozšířenou působností Hořovice

### Rok 1932
Ve městě Žebrák (1531 obyvatel) byly v roce 1932 evidovány tyto živnosti a obchody:
- Instituce a průmysl: poštovní úřad, telegrafní úřad, telefonní úřad, četnická stanice, katol. kostel, českosl. kostel, Historické museum, Obchodní grémium, sbor dobrovolných hasičů, výroba cementového zboží, 2 cihelny, družstvo pro rozvod elektrické energie v Žebráku, továrna na kůže, továrna na usně, továrna na mýdla, svíčky a oleje, pivovar, továrna na obráběcí stroje.
- Služby (výběr): 2 lékaři, autodílna, 3 autodrožky, biograf Sokol, drogerie, galanterie, 5 hostinců, kapelník, kloboučník, nožíř, obchod s obuví Baťa, pražírna obilí, papírnictví, rybářské družstvo, 7 sadařů, sklenář, Občansko-živnostenská záložna, 2 velkostatky (Havlík, Šulcová), voskař, 3 zahradnictví.

## Části obce
Město Žebrák se skládá ze dvou částí na dvou katastrálních územích:
- Žebrák (i název k. ú.)
- Sedlec (k. ú. Sedlec u Žebráku)

## Kultura
V roce 1892 byla založena čtenářsko-zábavní beseda s cílem propagace českého vlastenectví a zábavných knih občanům. Sídlila v hostinci U koruny. V roce 1921 knihovna vlastnila 1122 svazků knih a byly předány do veřejné obecní knihovny umístěné v přízemí radnice. Místnost nebyla pro rozšiřující se činnost knihovny vyhovující, v roce 1968 se knihovna přestěhovala do budovy bývalé školy na náměstí; zde sídlí dodnes. Dnes Městská knihovna půjčuje třikrát týdně dospělým i dětským uživatelům, kteří mají zdarma přístup k internetu a pořádá různé akce.
Ve stejné budově jako knihovna sídlí také Městské muzeum Žebrák, od roku 1988 pobočka Muzea Českého krasu v Berouně. Muzeum založené v roce 1925 bylo otevřeno veřejnosti v roce 1927. Od roku 1994 je v muzeu otevřena stálá expozice Z dějin města Žebráku (historie města, vývoj řemesel, významní rodáci - básník Karel Jaromír Erben, básník Jan Nejedlý, kněz a vlastenecký básník Vojtěch Nejedlý a právník, národní buditel a básník Šebestián Hněvkovský) a expozice malíře a cestovatele nazývaného nazývaný „malíř Indie“ nebo "slovanský Gauguin" Galerie Jaroslava Hněvkovského. Každoročně se pořádá jedna krátkodobá výstava.

## Pamětihodnosti
- hrad Žebrák (nachází se ale na území sousední obce Točník)
- Kostel sv. Rocha, původně gotický, přestavěný kolem roku 1780
- Barokní kostel sv. Vavřince, z doby kolem roku 1725, upravený z roku 1780, má cenné vnitřní vybavení, zejména proslulou gotickou dřevořezbu Žebrácké madony
- poslední socha sedícího anděla od sochaře Václava Levého je umístěná na hřbitově na náhrobku rodiny Fajrajzlů
- pomník Jana Husa
- Pivovar Žebrák
- Hvězdárna Žebrák

## Rodáci
- Šebestián Hněvkovský (1770–1847), národní buditel a básník
- Vojtěch Nejedlý (1772–1844), kněz a vlastenecký básník
- Jan Nejedlý (1776–1834), básník, překladatel, redaktor i vydavatel knih a časopisů
- Vincenc Hlava (1782–1849), lesník a entomolog
- Jaroslav Hněvkovský (1884–1956), malíř a cestovatel
- Ludvík Vorel (1829–1900), historik a politik
- Oldřich Nejedlý (1909–1990), fotbalista
- Karel Kyncl (1927–1997), publicista, reportér a novinář
- Rafaela Zachystalová-Šilingrová (1876–1959), etnografka a překladatelka

## Doprava
Dopravní síť
- Pozemní komunikace – Městem vede dálnice D5 s exitem 34 (Žebrák) a silnice II/605 Praha - Beroun - Žebrák - Plzeň. Z města vychází silnice II/117 Žebrák - Hořovice - Komárov - Strašice - Spálené Poříčí.

- Železnice – Železniční trať ani stanice na území obce nejsou. V minulosti nesla název železniční zastávka na trati 170 Beroun-Cheb jméno "Praskolesy-Žebrák" právě z důvodu absence železnice v Žebráce. V minulosti byla zastávka přejmenována pouze na "Praskolesy". Po zapojení Žebráka a okolí do pražské integrované dopravy se uvažuje o autobusovém svozu (lince) přes obec Chlustina nebo Sedlec právě do železniční zastávky Praskolesy.[zdroj⁠?!]

Veřejná doprava
- Autobusová doprava – Z města vedou následující autobusové linky: C11 (Bzová - Žebrák - Hředle - Zdice - Beroun), C32 (Broumy - Březová/Bzová - Hořovice), C40 (Praha - Beroun - Zdice - Žebrák - Hořovice/Cerhovice - Olešná), C41 (Praha - Beroun - Zdice - Žebrák - Hořovice, expresní linka), C42 (Beroun - Zdice - Žebrák - Hořovice, posilová linka), C47 ( (Beroun - Zdice -) Žebrák - Cerhovice - Drozdov), C80 (Strašice - Komárov - Hořovice - Žebrák - Zdice - Beroun - Praha) a 470110 (Zbiroh - Cerhovice - Žebrák - Praha), zajišťované dopravci Arriva Střední Čechy a Autobusová doprava-Miroslav Hrouda.
- Smluvní doprava - na několika trasách z blízkých obcí jezdí smluvní autobusy do podniků Mubea, Kostal a Smurfit Kappa